# Slatina-Timiș (gmina)
Slatina-Timiș – gmina w okręgu Caraș-Severin w Rumunii. Składa się ze wsi Ilova, Sadova Nouă, Sadova Veche oraz Slatina-Timiș.
Według spisu powszechnego z 2011 roku gminę zamieszkiwały 3074 osoby, przy 3179 osobach według spisu z 2002 roku. Zdecydowaną większość z nich stanowią Rumuni (92,09%), największą mniejszość narodową stanowią Niemcy (2,54%). 59,17% mieszkańców stanowią osoby wyznające prawosławie, zaś 30,06% katolicyzm.

## Współpraca
Miejscowość partnerska:
- Geel, Belgia